# Neus
Neus es una banda de metal industrial de origen colombiano de la ciudad de Medellín. Inició en el año de 1992 con gran acogida por el gremio del metal en Colombia. Entre 1992 y 2013 han publicado 11 álbumes, siendo el más reciente Sistema en crisis.

## Historia
La banda inicio en el año de 1992 como una pionera del género metal industrial en Medellín y Colombia. En el año 1996 lanza su producción discográfica 2000-5, de la que nace su canción más representativa. En 1997 participa del festival Rock al Parque en Bogotá; festival que le permitió internacionalizarse. En el año 2011 es una de las grandes invitadas del festival Altavoz en Medellín.

## Participaciones en eventos
NEUS ha participado en más de 100 conciertos entre ellos, Rock al parque en dos ediciones: 1997 y 1999, rock a lo paisa en el 2000, en las versiones novena del antimilitarismo sonoro, en la segunda edición de Undergrano, en el festival Ancon 2005, Ciberpunk, Rockaton, festival republik neurotik en el 2000, la gira neurótica en ciudades como Medellín, Manizales, Bogotá y Cali. También participó en la banda sonora de la película Quien Crees Que Eres de Adolfo X, y en una edición del Festival internacional Altavoz 2011, entre otros conciertos importantes.

## Miembros
- Carlos Neus – Vocales.
- Alfredo  – Guitarra.
- Roman Gonzales" - Bajo y sampler.
- Sebastian Tré Cadena  – Batería.

## Discografía
- Infrahumano – 1992
- Live at terror zone – 1993
- Retroceso – 1994
- Antinuclear – 1995
- 2000-5 – 1996
- Naturaleza Cibernetica – 1997
- Neuronas parasicopatas – 1999
- Clonación de la naranja mecánica – 1999
- Enterprise Reevolution – 2000
- He vuelto – 2010
- Sistema en crisis – 2013